# Circonscription électorale de Tarragone (Catalogne)
Ne doit pas être confondu avec Circonscription électorale de Tarragone.
La circonscription de Tarragone est une circonscription électorale de la Catalogne. Elle correspond au territoire de la province de Tarragone. Elle élit 18 députés lors des élections au Parlement de Catalogne et compte 561 935 électeurs inscrits en 2015.

Situation de la circonscription de Tarragone.

## Élections au Parlement de Catalogne de 1980

### Résultats
Aux élections au Parlement de Catalogne de 1980, douze listes sont candidates dans la circonscription de Tarragone. Le taux de participation est de 59,21 %.
| Rang  | Liste | Liste                                                   | Voix      | %       | Sièges |
| ----- | ----- | ------------------------------------------------------- | --------- | ------- | ------ |
| 1     |       | Convergence et Union (CiU)                              | +052 660, | 23,58 % | 5      |
| 2     |       | Parti des socialistes de Catalogne (PSC)                | +045 890, | 20,55 % | 4      |
| 3     |       | Centristes de Catalunya-UCD (ca) (CC-UCD)               | +043 913, | 19,67 % | 4      |
| 4     |       | Parti socialiste unifié de Catalogne (PSUC)             | +033 645, | 15,07 % | 3      |
| 5     |       | Esquerra Republicana de Catalunya (ERC)                 | +023 290, | 10,43 % | 2      |
| 6     |       | Solidaritat Catalana (ca) (SC)                          | +006 749, | 3,02 %  | 0      |
| 7     |       | Partido Socialista de Andalucía-Partido Andaluz (PSA)   | +004 345, | 1,95 %  | 0      |
| 8     |       | Nacionalistes d'Esquerra (ca) (NE)                      | +004 167, | 1,87 %  | 0      |
| 9     |       | Fuerza Nueva (FN)                                       | +003 335, | 1,49 %  | 0      |
| 10    |       | Candidatura d'Unitat Popular pel Socialisme (ca) (CUPS) | +002 255, | 1,01 %  | 0      |
| 11    |       | Bloc d'Esquerra d'Alliberament Nacional (ca) (BEAN-UP)  | +000915,  | 0,41 %  | 0      |
| 12    |       | Unitat Comunista (ca) (PCT-PCC)                         | +000751,  | 0,34 %  | 0      |
| Total | Total | Total                                                   | 221 915   |         | 18     |

### Députés élus
Cinq listes sont représentées au Parlement de Catalogne.
| Liste | Liste                                | Rang                           | Nom                         |
| ----- | ------------------------------------ | ------------------------------ | --------------------------- |
|       | Convergence et Union                 | 1                              | Jordi Escoda Vila           |
| 2     | Convergence et Union                 | Enric Olivé Martínez           |                             |
| 3     | Convergence et Union                 | Juan José Martí Ferré          |                             |
| 4     | Convergence et Union                 | Joan Ventura Solé              |                             |
| 5     | Convergence et Union                 | Juan Descals Esquius           |                             |
|       | Centristes de Catalunya-UCD          | 1                              | José Clua Queixalós         |
| 2     | Centristes de Catalunya-UCD          | José Manuel Panisello Zaragoza |                             |
| 3     | Centristes de Catalunya-UCD          | Joan Manuel Margalef Miralles  |                             |
| 4     | Centristes de Catalunya-UCD          | Ramon Franch Baiges            |                             |
|       | Parti des socialistes de Catalogne   | 1                              | Marta Ángela Mata i Garriga |
| 2     | Parti des socialistes de Catalogne   | Laureano Pérez Ciudad          |                             |
| 3     | Parti des socialistes de Catalogne   | Josep M. Simó Huguet           |                             |
| 4     | Parti des socialistes de Catalogne   | Juan M. Roig Borrás            |                             |
|       | Parti socialiste unifié de Catalogne | 1                              | Maties Vives March          |
| 2     | Parti socialiste unifié de Catalogne | Agustín Forné Roe              |                             |
| 3     | Parti socialiste unifié de Catalogne | Miguel López Tortosa           |                             |
|       | Esquerra Republicana de Catalunya    | 1                              | Josep Roig Magriñà          |
| 2     | Esquerra Republicana de Catalunya    | Francesc Subirá Rocamora       |                             |

## Élections au Parlement de Catalogne de 1984

### Résultats
Aux élections au Parlement de Catalogne de 1984, quatorze listes sont candidates dans la circonscription de Tarragone. Le taux de participation est de 63,64 %.
| Rang  | Liste | Liste                                                        | Voix      | %       | Sièges |
| ----- | ----- | ------------------------------------------------------------ | --------- | ------- | ------ |
| 1     |       | Convergence et Union (CiU)                                   | +118 106, | 48,15 % | 10     |
| 2     |       | Parti des socialistes de Catalogne (PSC)                     | +065 439, | 26,68 % | 5      |
| 3     |       | Alianza Popular-Partido Demócrata Popular-U.Libe (AP-PDP-UL) | +025 138, | 10,25 % | 2      |
| 4     |       | Parti socialiste unifié de Catalogne (PSUC)                  | +013 029, | 5,31 %  | 1      |
| 5     |       | Esquerra Republicana de Catalunya (ERC)                      | +011 342, | 4,62 %  | 0      |
| 6     |       | Partit dels i les Comunistes de Catalunya (ca) (PCC)         | +003 458, | 1,41 %  | 0      |
| 7     |       | Partit Socialdemòcrata de Catalunya (ca) (PSDC)              | +000620,  | 0,25 %  | 0      |
| 8     |       | Partit Socialista dels Treballadors (ca) (PST)               | +000502,  | 0,20 %  | 0      |
| 9     |       | Partit Comunista Obrer de Catalunya (ca) (PCOC)              | +000462,  | 0,19 %  | 0      |
| 10    |       | Parti ouvrier socialiste internationaliste (POSI)            | +000389,  | 0,16 %  | 0      |
| 11    |       | Partit Obrer Revolucionari d'Espanya (ca) (PORE)             | +000380,  | 0,15 %  | 0      |
| 12    |       | Parti communiste d'Espagne (marxiste-léniniste) (PCE-ml)     | +000203,  | 0,08 %  | 0      |
| 13    |       | Ligue communiste révolutionnaire (LCR)                       | +000198,  | 0,08 %  | 0      |
| 14    |       | Moviment Comunista de Catalunya (ca) (MCC)                   | +000164,  | 0,07 %  | 0      |
| Total | Total | Total                                                        | 243 891   |         | 18     |

### Députés élus
Quatre listes sont représentées au Parlement de Catalogne.
| Liste | Liste                                | Rang                            | Nom                      |
| ----- | ------------------------------------ | ------------------------------- | ------------------------ |
|       | Convergence et Union                 | 1                               | Josep Sendra i Navarro   |
| 2     | Convergence et Union                 | Juan José Martí Ferré           |                          |
| 3     | Convergence et Union                 | Enric Vendrell i Durán          |                          |
| 4     | Convergence et Union                 | Juan Descals Esquius            |                          |
| 5     | Convergence et Union                 | Enric Cardús i Llevat           |                          |
| 6     | Convergence et Union                 | Vicente de P. González Castells |                          |
| 7     | Convergence et Union                 | Josep Joan Grau i Folch         |                          |
| 8     | Convergence et Union                 | Juan Antonio Mur Borrás         |                          |
| 9     | Convergence et Union                 | Miquel Àngel Marimon i Fort     |                          |
| 10    | Convergence et Union                 | Francesc Vernet i Mateu         |                          |
|       | Parti des socialistes de Catalogne   | 1                               | Joan M. Abelló i Alfonso |
| 2     | Parti des socialistes de Catalogne   | Ramon Aleu Jornet               |                          |
| 3     | Parti des socialistes de Catalogne   | Martí Carnicer Vidal            |                          |
| 4     | Parti des socialistes de Catalogne   | Dionisi E. García Guillamón     |                          |
| 5     | Parti des socialistes de Catalogne   | Laureano Pérez Ciudad           |                          |
|       | Alliance populaire                   | 1                               | Jordi Peris Musso        |
| 2     | Alliance populaire                   | Emilio Casals Parral            |                          |
|       | Parti socialiste unifié de Catalogne | 1                               | Maties Vives March       |

## Élections au Parlement de Catalogne de 1988

### Résultats
Aux élections au Parlement de Catalogne de 1988, vingt listes sont candidates dans la circonscription de Tarragone. Le taux de participation est de 59,37 %.
| Rang  | Liste | Liste                                                                | Voix      | %       | Sièges |
| ----- | ----- | -------------------------------------------------------------------- | --------- | ------- | ------ |
| 1     |       | Convergence et Union (CiU)                                           | +111 867, | 47,57 % | 10     |
| 2     |       | Parti des socialistes de Catalogne (PSC)                             | +063 384, | 26,96 % | 5      |
| 3     |       | Alliance populaire (AP)                                              | +016 596, | 7,06 %  | 1      |
| 4     |       | Iniciativa per Catalunya (IC)                                        | +012 896, | 5,48 %  | 1      |
| 5     |       | Esquerra Republicana de Catalunya (ERC)                              | +012 359, | 5,26 %  | 3      |
| 6     |       | Centre démocratique et social (CDS)                                  | +009 508, | 4,04 %  | 0      |
| 7     |       | Alternativa Verda (Moviment Ecologista de Catalunya) (ca) (AV (MEC)) | +001 264, | 0,54 %  | 0      |
| 8     |       | Partit Ecologista de Catalunya-Verdes (PEC-VERDES)                   | +000910,  | 0,39 %  | 0      |
| 9     |       | Els Verds (ca) (EV)                                                  | +000729,  | 0,30 %  | 0      |
| 10    |       | Partit Socialdemòcrata de Catalunya (ca) (PSDC)                      | +000699,  | 0,30 %  | 0      |
| 11    |       | Els Verds Ecologistes (ca) (EVE)                                     | +000693,  | 0,29 %  | 0      |
| 12    |       | Partit Socialista dels Treballadors (ca) (PST)                       | +000576,  | 0,24 %  | 0      |
| 13    |       | Juntas Españolas (ca) (JE)                                           | +000439,  | 0,19 %  | 0      |
| 14    |       | Unification communiste d'Espagne (UCE)                               | +000316,  | 0,13 %  | 0      |
| 15    |       | Partit Obrer Revolucionari (ca) (POR)                                | +000296,  | 0,13 %  | 0      |
| 16    |       | Partit Andalús de Catalunya (ca) (PAC)                               | +000290,  | 0,12 %  | 0      |
| 17    |       | Lliga Obrera Comunista (ca) (LOC)                                    | +000244,  | 0,10 %  | 0      |
| 18    |       | Alianza por la República (ca) (AxR)                                  | +000132,  | 0,06 %  | 0      |
| 19    |       | Partit Humanista de Catalunya (ca) (PHC)                             | +000122,  | 0,05 %  | 0      |
| 20    |       | Unidad Centrista (UC)                                                | +000108,  | 0,05 %  | 0      |
| Total | Total | Total                                                                | 233 428   |         | 18     |

### Députés élus
Cinq listes sont représentées au Parlement de Catalogne.
| Liste | Liste                              | Rang                            | Nom                        |
| ----- | ---------------------------------- | ------------------------------- | -------------------------- |
|       | Convergence et Union               | 1                               | Josep Laporte i Salas      |
| 2     | Convergence et Union               | Josep Sendra i Navarro          |                            |
| 3     | Convergence et Union               | Juan José Martí Ferré           |                            |
| 4     | Convergence et Union               | Enric Vendrell i Durán          |                            |
| 5     | Convergence et Union               | Juan Descals Esquius            |                            |
| 6     | Convergence et Union               | Vicente de P. González Castells |                            |
| 7     | Convergence et Union               | Juan Antonio Mur Borrás         |                            |
| 8     | Convergence et Union               | Josep Joan Grau i Folch         |                            |
| 9     | Convergence et Union               | Miquel Àngel Marimon i Fort     |                            |
| 10    | Convergence et Union               | Francesc Vernet i Mateu         |                            |
|       | Parti des socialistes de Catalogne | 1                               | Joan Reventós Carner       |
| 2     | Parti des socialistes de Catalogne | Joan M. Abelló i Alfonso        |                            |
| 3     | Parti des socialistes de Catalogne | Ramon Aleu Jornet               |                            |
| 4     | Parti des socialistes de Catalogne | Martí Carnicer Vidal            |                            |
| 5     | Parti des socialistes de Catalogne | Dionisi E. García Guillamón     |                            |
|       | Alliance populaire                 | 1                               | Josep Curto Casado         |
|       | Esquerra Republicana de Catalunya  | 1                               | Joan Manel Sabanza i March |
|       | Iniciativa per Catalunya           | 1                               | Víctor Manuel Gimeno Sanz  |

## Élections au Parlement de Catalogne de 1992

### Résultats
Aux élections au Parlement de Catalogne de 1992, quatorze listes sont candidates dans la circonscription de Tarragone. Le taux de participation est de 57,85 %.
| Rang  | Liste | Liste                                                                | Voix      | %       | Sièges |
| ----- | ----- | -------------------------------------------------------------------- | --------- | ------- | ------ |
| 1     |       | Convergence et Union (CiU)                                           | +111 644, | 45,78 % | 9      |
| 2     |       | Parti des socialistes de Catalogne (PSC)                             | +064 639, | 26,50 % | 5      |
| 3     |       | Esquerra Republicana de Catalunya (ERC)                              | +022 382, | 9,18 %  | 2      |
| 4     |       | Parti populaire de Catalogne (PPC)                                   | +018 722, | 7,68 %  | 1      |
| 5     |       | Iniciativa per Catalunya (IC)                                        | +011 578, | 4,75 %  | 1      |
| 6     |       | Agrupació Electoral José María Ruiz Mateos (ca) (AEJMRM)             | +003 515, | 1,44 %  | 0      |
| 7     |       | Alternativa Verda (Moviment Ecologista de Catalunya) (ca) (AV (MEC)) | +002 800, | 1,15 %  | 0      |
| 8     |       | Centre démocratique et social (CDS)                                  | +001 890, | 0,77 %  | 0      |
| 9     |       | Partit dels i les Comunistes de Catalunya) (ca) (PCC)                | +001 377, | 0,56 %  | 0      |
| 10    |       | Catalunya Lliure (ca) (CL)                                           | +000799,  | 0,33 %  | 0      |
| 11    |       | Partit Socialista dels Treballadors (ca) (PST)                       | +000722,  | 0,30 %  | 0      |
| 12    |       | Partit Obrer Revolucionari (ca) (POR)                                | +000235,  | 0,10 %  | 0      |
| 13    |       | Socialistes Independents (SI)                                        | +000234,  | 0,10 %  | 0      |
| 14    |       | Partit Humanista (ca) (PH)                                           | +000184,  | 0,08 %  | 0      |
| Total | Total | Total                                                                | 240 721   |         | 18     |

### Députés élus
Cinq listes sont représentées au Parlement de Catalogne.
| Liste | Liste                              | Rang                            | Nom                       |
| ----- | ---------------------------------- | ------------------------------- | ------------------------- |
|       | Convergence et Union               | 1                               | Joan M. Pujals i Vallvé   |
| 2     | Convergence et Union               | Ramon Grau i Gracia             |                           |
| 3     | Convergence et Union               | Joan M. Roig i Grau             |                           |
| 4     | Convergence et Union               | Joan Manuel Carrera Pedrol      |                           |
| 5     | Convergence et Union               | Tomàs Gilabert Boyer            |                           |
| 6     | Convergence et Union               | Marià Curto i Forés             |                           |
| 7     | Convergence et Union               | Joan Baptista Jiménez i March   |                           |
| 8     | Convergence et Union               | Joan Manel Sabanza i March      |                           |
| 9     | Convergence et Union               | Juan Descals Esquius            |                           |
|       | Parti des socialistes de Catalogne | 1                               | Josep Abelló i Padró      |
| 2     | Parti des socialistes de Catalogne | Joan M. Abelló i Alfonso        |                           |
| 3     | Parti des socialistes de Catalogne | Martí Carnicer Vidal            |                           |
| 4     | Parti des socialistes de Catalogne | Alfred Pérez de Tudela i Molina |                           |
| 5     | Parti des socialistes de Catalogne | Rosa M. Vendellós i Lleixa      |                           |
|       | Esquerra Republicana de Catalunya  | 1                               | Ernest Benach i Pascual   |
| 2     | Esquerra Republicana de Catalunya  | Josep Bargalló i Valls          |                           |
|       | Iniciativa per Catalunya           | 1                               | Víctor Manuel Gimeno Sanz |
|       | Parti populaire de Catalogne       | 1                               | Josep Curto Casado        |

## Élections au Parlement de Catalogne de 1995

### Résultats
Aux élections au Parlement de Catalogne de 1995, onze listes sont candidates dans la circonscription de Tarragone. Le taux de participation est de 64,25 %.
| Rang  | Liste | Liste                                                 | Voix      | %       | Sièges |
| ----- | ----- | ----------------------------------------------------- | --------- | ------- | ------ |
| 1     |       | Convergence et Union (CiU)                            | +127 645, | 43,20 % | 9      |
| 2     |       | Parti des socialistes de Catalogne (PSC)              | +068 576, | 23,21 % | 4      |
| 3     |       | Parti populaire de Catalogne (PPC)                    | +042 398, | 14,35 % | 2      |
| 4     |       | Esquerra Republicana de Catalunya (ERC)               | +032 661, | 11,05 % | 2      |
| 5     |       | Iniciativa per Catalunya - Els Verds (IC-EV)          | +019 042, | 6,44 %  | 1      |
| 6     |       | Alternativa Ecologista de Catalunya (ca) (AEC)        | +001 375, | 0,47 %  | 0      |
| 7     |       | Partit Obrer Revolucionari (ca) (POR)                 | +000325,  | 0,11 %  | 0      |
| 8     |       | Partido de los Trabajadores Autónomos de España (PAE) | +000194,  | 0,07 %  | 0      |
| 9     |       | Falange Española de las JONS (FEJONS)                 | +000190,  | 0,06 %  | 0      |
| 10    |       | Partido Democrático del Pueblo                        | +000134,  | 0,05 %  | 0      |
| 11    |       | Plataforma Cívica-Nou Partit Socialista (PC-NPS)      | +000119,  | 0,04 %  | 0      |
| Total | Total | Total                                                 | 292 659   |         | 18     |

### Députés élus
Cinq listes sont représentées au Parlement de Catalogne.
| Liste | Liste                              | Rang                        | Nom                        |
| ----- | ---------------------------------- | --------------------------- | -------------------------- |
|       | Convergence et Union               | 1                           | Joan Maria Pujals i Vallvé |
| 2     | Convergence et Union               | Josep Maldonado i Gili      |                            |
| 3     | Convergence et Union               | Lluís Badia i Chancho       |                            |
| 4     | Convergence et Union               | Joan Carrera i Pedrol       |                            |
| 5     | Convergence et Union               | Josep Sánchez i Pagès       |                            |
| 6     | Convergence et Union               | Marià Curto i Forés         |                            |
| 7     | Convergence et Union               | M. Dolors Murillo i Cabré   |                            |
| 8     | Convergence et Union               | Joan Maria Roig i Grau      |                            |
| 9     | Convergence et Union               | Joan Manuel Sabanza i March |                            |
|       | Parti des socialistes de Catalogne | 1                           | Josep Abelló Padró         |
| 2     | Parti des socialistes de Catalogne | Montserrat Duch Plana       |                            |
| 3     | Parti des socialistes de Catalogne | Martí Carnicer Vidal        |                            |
| 4     | Parti des socialistes de Catalogne | Marià Gil Agné              |                            |
|       | Esquerra Republicana de Catalunya  | 1                           | Ernest Benach Pascual      |
| 2     | Esquerra Republicana de Catalunya  | Josep Bargalló Valls        |                            |
|       | Parti populaire de Catalogne       | 1                           | Josep Curto Casado         |
| 2     | Parti populaire de Catalogne       | Rafael Luna Vivas           |                            |
|       | Iniciativa per Catalunya-Els Verds | 1                           | Víctor Manuel Gimeno Sanz  |

## Élections au Parlement de Catalogne de 1999

### Résultats
Aux élections au Parlement de Catalogne de 1999, quatorze listes sont candidates dans la circonscription de Tarragone. Le taux de participation est de 58,32 %.
| Rang  | Liste | Liste                                                   | Voix      | %       | Sièges |
| ----- | ----- | ------------------------------------------------------- | --------- | ------- | ------ |
| 1     |       | Convergence et Union (CiU)                              | +116 974, | 41,30 % | 8      |
| 2     |       | Parti des socialistes de Catalogne (PSC)                | +096 632, | 34,11 % | 6      |
| 3     |       | Parti populaire de Catalogne (PPC)                      | +030 108, | 10,63 % | 2      |
| 4     |       | Esquerra Republicana de Catalunya (ERC)                 | +029 733, | 10,50 % | 2      |
| 5     |       | Esquerra Unida i Alternativa (EUiA)                     | +002 198, | 0,78 %  | 0      |
| 6     |       | Els Verds-Confederació Ecologista de Catalunya (EV-CEC) | +001 806, | 0,64 %  | 0      |
| 7     |       | Els Verds-Alternativa Verda (EV-AV)                     | +001 223, | 0,43 %  | 0      |
| 8     |       | Unió d'Independents Conca de Barberà-FIC                | +000881,  | 0,31 %  | 0      |
| 9     |       | Trabajadores Públicos Rebotados                         | +000323,  | 0,11 %  | 0      |
| 10    |       | Estat Català                                            | +000244,  | 0,09 %  | 0      |
| 11    |       | Partit de la Llei Natural                               | +000135,  | 0,05 %  | 0      |
| 12    |       | Partit Espinaltià                                       | +000122,  | 0,04 %  | 0      |
| 13    |       | Partit Humanista de Catalunya (ca)                      | +000121,  | 0,04 %  | 0      |
| 14    |       | Partido Democrático del Pueblo                          | +000108,  | 0,04 %  | 0      |
| Total | Total | Total                                                   | 280 608   |         | 18     |

### Députés élus
Quatre listes sont représentées au Parlement de Catalogne.
| Liste | Liste                                                  | Rang                           | Nom                    |
| ----- | ------------------------------------------------------ | ------------------------------ | ---------------------- |
|       | Convergence et Union                                   | 1                              | Joan Miquel Nadal Male |
| 2     | Convergence et Union                                   | Eduard Rius Pey                |                        |
| 3     | Convergence et Union                                   | Carles Pellicer Punyed         |                        |
| 4     | Convergence et Union                                   | Joan Manuel Carrera Pedrol     |                        |
| 5     | Convergence et Union                                   | Joan Ma Roig Grau              |                        |
| 6     | Convergence et Union                                   | Marià Curto Forés              |                        |
| 7     | Convergence et Union                                   | Misericòrdia Montlleó Domènech |                        |
| 8     | Convergence et Union                                   | Joan Manel Sabanza March       |                        |
|       | Parti des socialistes de Catalogne-Ciutadans pel Canvi | 1                              | Montserrat Duch Plana  |
| 2     | Parti des socialistes de Catalogne-Ciutadans pel Canvi | Martí Carnicer Vidal           |                        |
| 3     | Parti des socialistes de Catalogne-Ciutadans pel Canvi | Antoni Sabaté Ibarz            |                        |
| 4     | Parti des socialistes de Catalogne-Ciutadans pel Canvi | Josep Maria Simó Huguet        |                        |
| 5     | Parti des socialistes de Catalogne-Ciutadans pel Canvi | Dolors Comas d'Argemir Cendra  |                        |
| 6     | Parti des socialistes de Catalogne-Ciutadans pel Canvi | Nuria Segú Ferre               |                        |
|       | Esquerra Republicana de Catalunya                      | 1                              | Ernest Benach Pascual  |
| 2     | Esquerra Republicana de Catalunya                      | Josep Bargalló Valls           |                        |
|       | Parti populaire de Catalogne                           | 1                              | Josep Curto Casado     |
| 2     | Parti populaire de Catalogne                           | Rafael Luna i Vivas            |                        |

## Élections au Parlement de Catalogne de 2003

### Résultats
Aux élections au Parlement de Catalogne de 2003, quinze listes sont candidates dans la circonscription de Tarragone. Le taux de participation est de 61,67 %.
| Rang  | Liste | Liste                                                      | Voix      | %       | Sièges |
| ----- | ----- | ---------------------------------------------------------- | --------- | ------- | ------ |
| 1     |       | Convergence et Union (CiU)                                 | +106 589, | 33,76 % | 7      |
| 2     |       | Parti des socialistes de Catalogne (PSC)                   | +089 109, | 28,22 % | 5      |
| 3     |       | Esquerra Republicana de Catalunya (ERC)                    | +060 092, | 19,03 % | 3      |
| 4     |       | Parti populaire de Catalogne (PPC)                         | +037 183, | 11,78 % | 2      |
| 5     |       | Iniciativa Verds-Esquerra Alternativa (ICV-EUiA)           | +016 419, | 5,20 %  | 1      |
| 6     |       | Plataforma per Catalunya (PxC)                             | +000831,  | 0,26 %  | 0      |
| 7     |       | Izquierda Republicana-Partit Republicà d'Esquerra (IR-PRE) | +000566,  | 0,18 %  | 0      |
| 8     |       | Partit Obrer Socialista Internacionalista (POSI)           | +000540,  | 0,17 %  | 0      |
| 9     |       | Escons Insubmisos (ca) (EI-ADD)                            | +000315,  | 0,10 %  | 0      |
| 10    |       | Partit Comunista del Poble de Catalunya (ca) (PCPC)        | +000271,  | 0,09 %  | 0      |
| 11    |       | Estat Català                                               | +000217,  | 0,07 %  | 0      |
| 12    |       | Partit Humanista de Catalunya (ca)                         | +000184,  | 0,06 %  | 0      |
| 13    |       | Movimiento Social Republicano                              | +000142,  | 0,04 %  | 0      |
| 14    |       | Partido Nacionalista Caló                                  | +0 00097, | 0,03 %  | 0      |
| 15    |       | Lluita Internacionalista                                   | +0 00068, | 0,02 %  | 0      |
| Total | Total | Total                                                      | 312 623   |         | 18     |

### Députés élus
Cinq listes sont représentées au Parlement de Catalogne.
| Liste | Liste                                                  | Rang                          | Nom                                 |
| ----- | ------------------------------------------------------ | ----------------------------- | ----------------------------------- |
|       | Convergence et Union                                   | 1                             | Joan Miquel Nadal i Malé            |
| 2     | Convergence et Union                                   | Joan Carrera i Pedrol         |                                     |
| 3     | Convergence et Union                                   | Joan M. Roig i Grau           |                                     |
| 4     | Convergence et Union                                   | Carles Pellicer i Punyed      |                                     |
| 5     | Convergence et Union                                   | Josep Poblet i Tous           |                                     |
| 6     | Convergence et Union                                   | Francesc Sancho i Serena      |                                     |
| 7     | Convergence et Union                                   | Mateu Montserrat i Miquel     |                                     |
|       | Parti des socialistes de Catalogne-Ciutadans pel Canvi | 1                             | Lluis Miquel Pérez Segura           |
| 2     | Parti des socialistes de Catalogne-Ciutadans pel Canvi | Joan Sabaté Borràs            |                                     |
| 3     | Parti des socialistes de Catalogne-Ciutadans pel Canvi | María Teresa Carrera González |                                     |
| 4     | Parti des socialistes de Catalogne-Ciutadans pel Canvi | Martí Carnicer Vidal          |                                     |
| 5     | Parti des socialistes de Catalogne-Ciutadans pel Canvi | Nuria Segú Ferré              |                                     |
|       | Esquerra Republicana de Catalunya                      | 1                             | Ernest Benach i Pascual             |
| 2     | Esquerra Republicana de Catalunya                      | Marta Cid i Pañella           |                                     |
| 3     | Esquerra Republicana de Catalunya                      | Sergi de los Ríos i Martínez  |                                     |
|       | Parti populaire de Catalogne                           | 1                             | Rafael Luna Vivas                   |
| 2     | Parti populaire de Catalogne                           | Juan Bertomeu Bertomeu        |                                     |
|       | Iniciativa Verds-Esquerra Alternativa                  | 1                             | Maria Dolors Comas d'Argemir Cendra |

## Élections au Parlement de Catalogne de 2006

### Résultats
Aux élections au Parlement de Catalogne de 2006, dix-huit listes sont candidates dans la circonscription de Tarragone. Le taux de participation est de 54,13 %.
| Rang  | Liste | Liste                                                                    | Voix      | %       | Sièges |
| ----- | ----- | ------------------------------------------------------------------------ | --------- | ------- | ------ |
| 1     |       | Convergence et Union (CiU)                                               | +093 277, | 32,43 % | 7      |
| 2     |       | Parti des socialistes de Catalogne (PSC)                                 | +074 720, | 25,98 % | 5      |
| 3     |       | Esquerra Republicana de Catalunya (ERC)                                  | +050 686, | 17,62 % | 3      |
| 4     |       | Parti populaire de Catalogne (PPC)                                       | +031 644, | 11,00 % | 2      |
| 5     |       | Iniciativa per Catalunya Verds - Esquerra Unida i Alternativa (ICV-EUiA) | +018 729, | 6,51 %  | 1      |
| 6     |       | Ciutadans (C's)                                                          | +006 970, | 2,42 %  | 0      |
| 7     |       | Els Verds-Alternativa Verda (EV-AV)                                      | +001 391, | 0,48 %  | 0      |
| 8     |       | Parti anti-corrida contre la maltraitance des animaux (PACMA)            | +001 075, | 0,37 %  | 0      |
| 9     |       | Partit Republicà Català (RC)                                             | +000828,  | 0,29 %  | 0      |
| 10    |       | Partit Obrer Socialista Internacionalista (POSI)                         | +000702,  | 0,24 %  | 0      |
| 11    |       | Partit Comunista del Poble de Catalunya (ca) (PCPC)                      | +000640,  | 0,22 %  | 0      |
| 12    |       | Por un Mundo Más Justo                                                   | +000380,  | 0,13 %  | 0      |
| 13    |       | Escons Insubmisos (ca) (EI-ADD)                                          | +000370,  | 0,13 %  | 0      |
| 14    |       | Partido Familia y Vida (ca) (PFyV)                                       | +000308,  | 0,11 %  | 0      |
| 15    |       | Izquierda Republicana-Partit Republicà d'Esquerra (IZ-PRE)               | +000302,  | 0,11 %  | 0      |
| 16    |       | Plataforma Adelante Catalunya (ca)                                       | +000244,  | 0,08 %  | 0      |
| 17    |       | Partit Humanista de Catalunya (ca)                                       | +000182,  | 0,06 %  | 0      |
| 18    |       | Movimiento Social Republicano                                            | +000131,  | 0,05 %  | 0      |
| Total | Total | Total                                                                    | 282 579   |         | 18     |

### Députés élus
Cinq listes sont représentées au Parlement de Catalogne.
| Liste | Liste                                                         | Rang                      | Nom                          |
| ----- | ------------------------------------------------------------- | ------------------------- | ---------------------------- |
|       | Convergence et Union                                          | 1                         | Joan Miquel Nadal Malé       |
| 2     | Convergence et Union                                          | Carles Sala Roca          |                              |
| 3     | Convergence et Union                                          | Dolors Batalla i Nogués   |                              |
| 4     | Convergence et Union                                          | Francesc Sancho Serena    |                              |
| 5     | Convergence et Union                                          | Carles Pellicer Punyed    |                              |
| 6     | Convergence et Union                                          | Xavier Pallarès Povill    |                              |
| 7     | Convergence et Union                                          | Meritxell Ruiz i Isern    |                              |
|       | Parti des socialistes de Catalogne                            | 1                         | Francesc Xavier Sabaté Ibarz |
| 2     | Parti des socialistes de Catalogne                            | Núria Segú Ferré          |                              |
| 3     | Parti des socialistes de Catalogne                            | Núria Ventura Brusca      |                              |
| 4     | Parti des socialistes de Catalogne                            | Martí Carnicer Vidal      |                              |
| 5     | Parti des socialistes de Catalogne                            | Alexandre Martínez Medina |                              |
|       | Esquerra Republicana de Catalunya                             | 1                         | Ernest Benach i Pascual      |
| 2     | Esquerra Republicana de Catalunya                             | Josep Bargalló i Valls    |                              |
| 3     | Esquerra Republicana de Catalunya                             | Marta Cid i Pañella       |                              |
|       | Parti populaire de Catalogne                                  | 1                         | Rafael Luna Vivas            |
| 2     | Parti populaire de Catalogne                                  | Joan Bertomeu Bertomeu    |                              |
|       | Iniciativa per Catalunya Verds - Esquerra Unida i Alternativa | 1                         | Daniel Pi Noya               |

## Élections au Parlement de Catalogne de 2010

### Résultats
Aux élections au Parlement de Catalogne de 2010, vingt-neuf listes sont candidates dans la circonscription de Tarragone. Le taux de participation est de 56,79 %.
| Rang  | Liste | Liste                                                                    | Voix      | %       | Sièges |
| ----- | ----- | ------------------------------------------------------------------------ | --------- | ------- | ------ |
| 1     |       | Convergence et Union (CiU)                                               | +121 836, | 39,32 % | 9      |
| 2     |       | Parti des socialistes de Catalogne (PSC)                                 | +056 481, | 18,23 % | 4      |
| 3     |       | Parti populaire de Catalogne (PPC)                                       | +041 418, | 13,37 % | 3      |
| 4     |       | Esquerra Republicana de Catalunya (ERC)                                  | +026 355, | 8,51 %  | 1      |
| 5     |       | Iniciativa per Catalunya Verds - Esquerra Unida i Alternativa (ICV-EUiA) | +015 747, | 5,08 %  | 1      |
| 6     |       | Solidaritat Catalana per la Independència (SI)                           | +010 581, | 3,41 %  | 3      |
| 7     |       | Ciutadans (C's)                                                          | +008 453, | 2,73 %  | 0      |
| 8     |       | Plataforma per Catalunya (PxC)                                           | +008 017, | 2,59 %  | 0      |
| 9     |       | Reagrupament Independentista (RI)                                        | +002 887, | 0,93 %  | 0      |
| 10    |       | Coordinadora Reusenca Independent (ca) (CORI)                            | +002 040, | 0,66 %  | 0      |
| 11    |       | Els Verds - Grup Verd Europeu (es)                                       | +001 501, | 0,48 %  | 0      |
| 12    |       | Escons en Blanc (ca) (Eb)                                                | +001 264, | 0,41 %  | 0      |
| 12    |       | Parti anti-corrida contre la maltraitance des animaux (PACMA)            | +001 022, | 0,33 %  | 0      |
| 13    |       | Pirates de Catalunya (ca) (PIRATA.CAT)                                   | +000523,  | 0,17 %  | 0      |
| 14    |       | Union, progrès et démocratie (UPyD)                                      | +000452,  | 0,15 %  | 0      |
| 15    |       | Des de Baix (ca)                                                         | +000371,  | 0,12 %  | 0      |
| 16    |       | Partido de los Pensionistas en Acción                                    | +000335,  | 0,11 %  | 0      |
| 17    |       | Partit Obrer Socialista Internacionalista (POSI)                         | +000284,  | 0,09 %  | 0      |
| 18    |       | Partit Comunista del Poble de Catalunya (ca) (PCPC)                      | +000282,  | 0,09 %  | 0      |
| 19    |       | Falange Española de las JONS (FEJONS)                                    | +000249,  | 0,08 %  | 0      |
| 20    |       | Partit Republicà d'Esquerra-Izquierda Republicana (PRE-IR)               | +000244,  | 0,08 %  | 0      |
| 21    |       | Partido Familia y Vida (ca) (PFyV)                                       | +000227,  | 0,07 %  | 0      |
| 22    |       | Por un Mundo Más Justo                                                   | +000204,  | 0,07 %  | 0      |
| 23    |       | P.Gay, Lésbico, Bisexual, Transexual i Heterosexual                      | +000186,  | 0,06 %  | 0      |
| 23    |       | P.Gay, Lésbico, Bisexual, Transexual i Heterosexual                      | +000186,  | 0,06 %  | 0      |
| 24    |       | Centre démocratique et social (CDS)                                      | +000161,  | 0,05 %  | 0      |
| 25    |       | Unification communiste d'Espagne (UCE)                                   | +0 00085, | 0,03 %  | 0      |
| 26    |       | Solidaridad y Autogestión Internacionalista                              | +0 00082, | 0,03 %  | 0      |
| 27    |       | Movimiento Social Republicano                                            | +0 00067, | 0,02 %  | 0      |
| 28    |       | Alternativa Liberal Social                                               | +0 00054, | 0,02 %  | 0      |
| 29    |       | DemocraticaWeb                                                           | +0 00046, | 0,01 %  | 0      |
| Total | Total | Total                                                                    | 301 454   |         | 18     |

### Députés élus
Cinq listes sont représentées au Parlement de Catalogne.
| Liste | Liste                                                         | Rang                          | Nom                          |
| ----- | ------------------------------------------------------------- | ----------------------------- | ---------------------------- |
|       | Convergence et Union                                          | 1                             | Josep Poblet i Tous          |
| 2     | Convergence et Union                                          | Carles Sala i Roca            |                              |
| 3     | Convergence et Union                                          | Ma.Dolors Batalla i Nogués    |                              |
| 4     | Convergence et Union                                          | Meritxell Roigé i Pedrola     |                              |
| 5     | Convergence et Union                                          | Carles Pellicer i Punyed      |                              |
| 6     | Convergence et Union                                          | F. Xavier Pallarès i Povill   |                              |
| 7     | Convergence et Union                                          | Milagros Fernández i López    |                              |
| 8     | Convergence et Union                                          | Ma.Victòria Forns i Fernández |                              |
| 9     | Convergence et Union                                          | Francesc Sancho i Serena      |                              |
|       | Parti des socialistes de Catalogne                            | 1                             | Francesc Xavier Sabaté Ibarz |
| 2     | Parti des socialistes de Catalogne                            | Núria Ventura Brusca          |                              |
| 3     | Parti des socialistes de Catalogne                            | Josep M. Sabaté Guasch        |                              |
| 4     | Parti des socialistes de Catalogne                            | Nuria Segú Ferré              |                              |
|       | Parti populaire de Catalogne                                  | 1                             | Rafael Luna Vivas            |
| 2     | Parti populaire de Catalogne                                  | Juan Bertomeu Bertomeu        |                              |
| 3     | Parti populaire de Catalogne                                  | Alicia Alegret Martí          |                              |
|       | Esquerra Republicana de Catalunya                             | 1                             | Sergi de los Ríos Martínez   |
|       | Iniciativa per Catalunya Verds - Esquerra Unida i Alternativa | 1                             | Hortènsia Grau Juan          |

## Élections au Parlement de Catalogne de 2012

### Résultats
Aux élections au Parlement de Catalogne de 2012, seize listes sont candidates dans la circonscription de Tarragone. Le taux de participation est de 65,17 %.
| Rang  | Liste | Liste                                                                    | Voix      | %       | Sièges |
| ----- | ----- | ------------------------------------------------------------------------ | --------- | ------- | ------ |
| 1     |       | Convergence et Union (CiU)                                               | +113 657, | 31,74 % | 7      |
| 2     |       | Esquerra Republicana de Catalunya (ERC)                                  | +054 093, | 15,11 % | 3      |
| 3     |       | Parti populaire de Catalogne (PPC)                                       | +053 591, | 14,96 % | 3      |
| 4     |       | Parti des socialistes de Catalogne (PSC)                                 | +048 642, | 13,58 % | 3      |
| 5     |       | Ciutadans (C's)                                                          | +026 039, | 7,27 %  | 1      |
| 6     |       | Iniciativa per Catalunya Verds - Esquerra Unida i Alternativa (ICV-EUiA) | +024 538, | 6,85 %  | 1      |
| 7     |       | Candidature d'unité populaire (CUP)                                      | +012 840, | 3,59 %  | 0      |
| 8     |       | Solidaritat Catalana per la Independència (SI)                           | +005 493, | 1,53 %  | 0      |
| 9     |       | Plataforma per Catalunya (PxC)                                           | +004 103, | 1,15 %  | 0      |
| 10    |       | Escons en Blanc (ca) (Eb)                                                | +002 108, | 0,59 %  | 0      |
| 11    |       | Parti animaliste contre la maltraitance des animaux (PACMA)              | +002 065, | 0,58 %  | 0      |
| 12    |       | Union, progrès et démocratie (UPyD)                                      | +001 373, | 0,38 %  | 0      |
| 13    |       | Hartos.org                                                               | +001 323, | 0,37 %  | 0      |
| 14    |       | Pirates de Catalunya (ca) (PIRATA.CAT)                                   | +001 199, | 0,33 %  | 0      |
| 15    |       | Socialistes i Republicans (Pel Dret a Decidir)                           | +000333,  | 0,09 %  | 0      |
| 16    |       | Unification communiste d'Espagne (UCE)                                   | +000287,  | 0,08 %  | 0      |
| Total | Total | Total                                                                    | 351 684   |         | 18     |

### Députés élus
Six listes sont représentées au Parlement de Catalogne.
| Liste | Liste                                                         | Rang                         | Nom                     |
| ----- | ------------------------------------------------------------- | ---------------------------- | ----------------------- |
|       | Convergence et Union                                          | 1                            | Albert Batet i Canadell |
| 2     | Convergence et Union                                          | Anna Solé i Ramos            |                         |
| 3     | Convergence et Union                                          | Carles Pellicer i Punyed     |                         |
| 4     | Convergence et Union                                          | Meritxell Roigé i Pedrola    |                         |
| 5     | Convergence et Union                                          | Victòria Forns i Fernández   |                         |
| 6     | Convergence et Union                                          | Annabel Marcos i Vilar       |                         |
| 7     | Convergence et Union                                          | Joan Sardà i Padrell         |                         |
|       | Esquerra Republicana de Catalunya                             | 1                            | Josep Andreu i Domingo  |
| 2     | Esquerra Republicana de Catalunya                             | Josep Lluís Salvadó i Tenesa |                         |
| 3     | Esquerra Republicana de Catalunya                             | Teresa Vallverdú i Albornà   |                         |
|       | Parti des socialistes de Catalogne                            | 1                            | Xavier Sabaté Ibarz     |
| 2     | Parti des socialistes de Catalogne                            | Núria Segú Ferré             |                         |
| 3     | Parti des socialistes de Catalogne                            | Núria Ventura Brusca         |                         |
|       | Parti populaire de Catalogne                                  | 1                            | Rafael Luna Vivas       |
| 2     | Parti populaire de Catalogne                                  | Jordi Roca Mas               |                         |
| 3     | Parti populaire de Catalogne                                  | Alícia Alegret Martí         |                         |
|       | Ciutadans                                                     | 1                            | Matías Alonso Ruiz      |
|       | Iniciativa per Catalunya Verds - Esquerra Unida i Alternativa | 1                            | Hortènsia Grau i Juan   |

## Élections au Parlement de Catalogne de 2015

### Résultats
Aux élections au Parlement de Catalogne de 2015, dix listes sont candidates dans la circonscription de Tarragone. Le taux de participation est de 74,19 %.
| Rang  | Liste | Liste                                                       | Voix      | %       | Sièges |
| ----- | ----- | ----------------------------------------------------------- | --------- | ------- | ------ |
| 1     |       | Junts pel Sí (JxSí)                                         | +172 537, | 41,63 % | 9      |
| 2     |       | Ciutadans (C's)                                             | +080 374, | 19,39 % | 4      |
| 3     |       | Parti des socialistes de Catalogne (PSC)                    | +049 016, | 11,83 % | 2      |
| 4     |       | Parti populaire de Catalogne (PPC)                          | +036 968, | 8,92 %  | 1      |
| 5     |       | Candidature d'unité populaire (CUP)                         | +030 613, | 7,39 %  | 1      |
| 6     |       | Catalunya Sí que es Pot (CSQP)                              | +026 808, | 6,47 %  | 1      |
| 7     |       | Union démocratique de Catalogne (CUP)                       | +011 120, | 2,68 %  | 0      |
| 8     |       | Parti animaliste contre la maltraitance des animaux (PACMA) | +002 862, | 0,69 %  | 0      |
| 9     |       | Recortes Cero - Els Verds                                   | +000965,  | 0,23 %  | 0      |
| 10    |       | Guanyem Catalunya                                           | +000626,  | 0,15 %  | 0      |
| Total | Total | Total                                                       | 411 889   |         | 18     |

### Députés élus
Six listes sont représentées au Parlement de Catalogne.
| Liste | Liste                              | Rang                                 | Nom                         |
| ----- | ---------------------------------- | ------------------------------------ | --------------------------- |
|       | Junts pel Sí                       | 1                                    | Germà Bel i Queralt         |
| 2     | Junts pel Sí                       | Montserrat Palau i Vergés            |                             |
| 3     | Junts pel Sí                       | Albert Batet i Canadell              |                             |
| 4     | Junts pel Sí                       | Ferran Civit i Martí                 |                             |
| 5     | Junts pel Sí                       | Montserrat Vilella i Cuadrada        |                             |
| 6     | Junts pel Sí                       | Josep Lluís Salvadó i Tenesa         |                             |
| 7     | Junts pel Sí                       | Jordi Sendra i Vellvé                |                             |
| 8     | Junts pel Sí                       | Meritxell Roige i Pedrola            |                             |
| 9     | Junts pel Sí                       | Teresa Vallverdú i Albornà           |                             |
|       | Ciutadans                          | 1                                    | Matías Alonso Ruiz          |
| 2     | Ciutadans                          | Francisco Javier Domínguez i Serrano |                             |
| 3     | Ciutadans                          | Carlos Sánchez i Martín              |                             |
| 4     | Ciutadans                          | Lorena Roldán Suárez                 |                             |
|       | Parti des socialistes de Catalogne | 1                                    | Carles Castillo i Rosique   |
| 2     | Parti des socialistes de Catalogne | Rosa M. Ibarra i Ollé                |                             |
|       | Parti populaire de Catalogne       | 1                                    | Alejandro Fernández Álvarez |
|       | Candidature d'unité populaire      | 1                                    | Sergi Saladié i Gil         |
|       | Catalunya Sí que es Pot            | 1                                    | Gerard Bargalló i Boivin    |

## Élections au Parlement de Catalogne de 2017

### Députés élus
| Parti | Parti | Députés élus |
| ----- | ----- | --- |
| Cs    |       | Matías Alonso Ruiz, Lorena Roldán Suárez, Carlos Sánchez Martín, Francisco Javier Domínguez Serrano, Maialen Fernández Cabezas |
| ERC   |       | Òscar Peris i Ròdenas, Noemí Llauradó i Sans, Lluís Salvadó, Irene Fornós i Curto, Ferran Civit i Martí                        |
| JxC   |       | Eusebi Campdepadrós i Pucurrull, Teresa Pallarès Piqué, Albert Batet i Canadell, Mònica Sales de la Cruz                       |
| PSC   |       | Rosa Maria Ibarra Ollé, Carles Castillo Rosique                                                                                |
| CeC   |       | Yolanda López Fernández |
| PPC   |       | Alejandro Fernández Álvarez |

- Òscar Peris (ERC) est remplacé en juillet 2018 par Raquel Sans Guerra.
- Noemí Llauradó (ERC) est remplacée en juillet 2019 par Alfons Montserrat Esteller.
- Carles Castillo (PSC) est remplacé en octobre 2020 par Joan Antonio Caballol i Angelats.

## Élections au Parlement de Catalogne de 2021

### Députés élus
| Parti | Parti | Députés élus                                                                                              |
| ----- | ----- | --- |
| ERC   |       | Raquel Sans Guerra, Lluís Salvadó, Irene Aragonès Gràcia, Carles Castillo Rosique, María Jesús Viña Ariño |
| PSC   |       | Rosa Maria Ibarra Ollé, Rubén Viñuales Elías, Joaquim Paladella Curto, Dolors Carreras Casany             |
| Junts |       | Albert Batet i Canadell, Mònica Sales de la Cruz, Eusebi Campdepadrós i Pucurrull, Teresa Pallarès Piqué  |
| Vox   |       | Isabel Lázaro Pina, Sergio Macián de Greef                                                                |
| CUP   |       | Laia Estrada Cañón                                                                                        |
| Cs    |       | Matías Alonso Ruiz                                                                                        |
| ECP   |       | Jordi Jordan Farnós                                                                                       |

- Eusebi Campdepadrós (JxC) est remplacé le 16 juin 2021 par Joaquim Calatayud Casals.
- Teresa Pallarès (JxC) est remplacée le 29 juin 2021 par Irene Negre i Estorach.
- Lluís Salvadó (JxC) est remplacé le 13 décembre 2022 par Oriol Pallissó Balanyà.
- Jordi Jordan (ECP) est remplacé le 4 juillet 2023 par Yolanda López Fernández.
- Rubén Viñuales (PSC) est remplacé le 10 juillet 2023 par Georgina Ebrí Rodriguez.

## Élections au Parlement de Catalogne de 2024

### Députés élus
| Parti | Parti | Députés élus |
| ----- | ----- | --- |
| PSC   |       | Rosa Maria Ibarra Ollé, Alberto Bondesio Martínez, Joaquim Paladella Curto, Ivana Martínez Valverde, Christian Soriano García, Lidia Ferré Ferré |
| Junts |       | Mònica Sales de la Cruz, Jordi Bertran i Luengo, Joaquim Calatayud i Casals, Noemí Nieto i Fumanal, Irene Negre i Estorach                       |
| ERC   |       | Raquel Sans Guerra, Albert Salvadó Fernández, Irene Aragonès Gràcia                                                                              |
| PP    |       | Pere Lluís Huguet Tous, Lorena Roldán Suárez |
| Vox   |       | Sergio Macián de Greef, Javier Ramírez Gutiérrez                                                                                                 |